# Mk.46 Mod 0
 (juin 2020).
Si vous disposez d'ouvrages ou d'articles de référence ou si vous connaissez des sites web de qualité traitant du thème abordé ici, merci de compléter l'article en donnant les références utiles à sa vérifiabilité et en les liant à la section « Notes et références ».

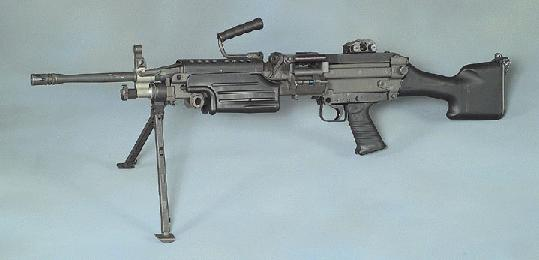
FNH M249 SAW.

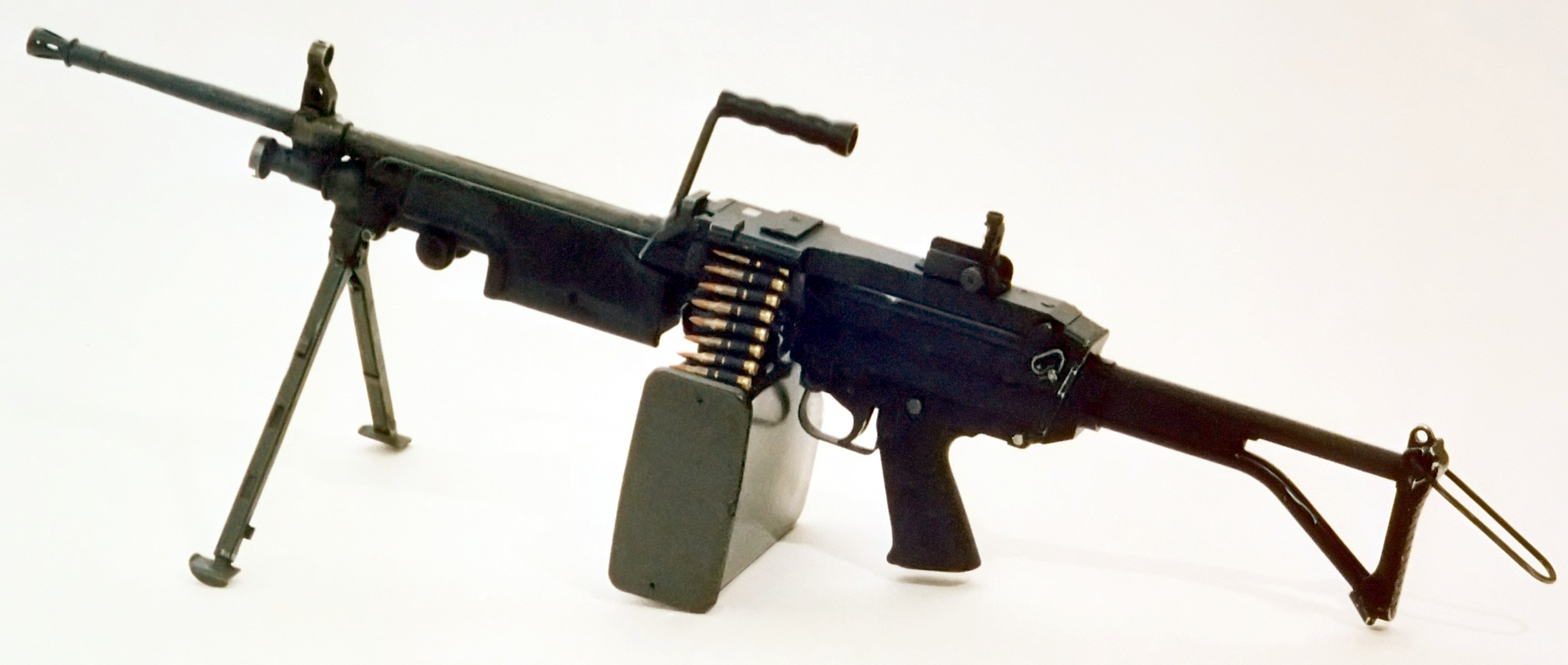
FN Minimi (version 1980) avec sa crosse squelette en acier.

La mitrailleuse Mk.46 Mod 0 est une variante de la M249 light machine gun. Ces deux versions US de la FN MINIMI sont en service dans les Forces Armées Américaines . 